# سيدة إسرائيل الأولى
سيدة إسرائيل الأولي هو لقب غير رسمي يمنح لزوجة رئيس إسرائيل. وظل المنصب شاغراً لمدة عامين منذ 4 يونيو 2019 عندما توفيت السيدة الأولي نيشاما ريفلين، زوجة الرئيس رؤوفين ريفلين، حتى 7 يوليو 2021 عندما تولى إسحاق هرتسوغ منصب رئيس إسرائيل، وأصبحت زوجته ميكال هرتسوغ هي السيدة الأولى حاليا. 

## التاريخ
لا يوجد دور رسمي معلن أو مكتب للسيدة الأولى في إسرائيل، تعتبر السيدة نيشاما ريفلين هي آخر من حملت المنصب بعد تولي زوجها رؤوفين ريفلين منصب الرئيس في عام 2014.

## سيدة إسرائيل الأولى
| الاسم                  | الصورة | بداية المنصب    | نهاية المنصب   | رئيس إسرائيل  | الملاحظات |
| ---------------------- | ------ | --------------- | -------------- | ------------- | --- |
| فيرا وايزمان           |        | فبراير 17، 1949 | نوفمبر 9، 1952 | حاييم وايزمان | زوجة أول رئيس لإسرائيل. ولدت في الإتحاد السوفيتي وهاجرت إلى المملكة المتحدة.                                           |
| رحيل ينايت بن زيفي     |        | ديسمبر 16، 1952 | أبريل 23، 1963 | إسحاق بن تسفي | ولدت في أوكرانيا وكانت تعمل كممثلة قبل أن يصبح زوجها الرئيس الثاني. من أبرز معلمي حركة الصهيونية الاشتراكية.           |
| راشيل كاتزنيلسون-شازار |        | مايو 21، 1963   | مايو 24، 1973  | زلمان شازار   | |
| نينا كاتسير            |        | مايو 24، 1973   | مايو 29، 1978  | إفرايم كاتسير | |
| عوفيرا نافون           |        | مايو 29، 1978   | مايو 5، 1983   | إسحاق نافون   | |
| هالة هرتصوغ            |        | مايو 5، 1983    | مايو 13، 1993  | حاييم هرتصوغ  | مؤسسة مجلس إسرائيل الجميلة                                                                                             |
| ريوما فايتسمان         |        | مايو 13، 1993   | يوليو 13، 2000 | عيزر فايتسمان | |
| جيلا كتساف             |        | أغسطس 1، 2000   | يوليو 1، 2007  | موشيه كتساف   | انتهت فترة حملها للمصنب بعد إستقاله زوجها في 1 يوليو 2007.                                                             |
| سونيا بيريز            |        | يوليو 15، 2007  | يناير 20, 2011 | شمعون بيريز   | ولدت في بولندا، ولم تكن تحب الظهور في وسائل الإعلام. توفيت في 20 يناير 2011 عن عمر يناهز 87 عاما وهي ما زالت ف المنصب. |
| منصب شاغر              |        | يناير 20، 2011  | يوليو 24، 2014 | شمعون بيريز   | ظل المنصب شاغرا بعد وفاة سونيا بيريز إلى أن انتهت فترة حكم شمعون بيريز في 24 يوليو 2014.                               |
| نيشاما ريفلين          |        | يوليو 24، 2011  | يونيو 4، 2019  | رؤوفين ريفلين | كانت نيشاما ريفلين باحثة في الجامعة العبرية، توفيت بعد إصابتها بمضاعفات بعد عملية زرع رئة في 4 يونيو 2019.             |
| المنصب شاغر            |        | يونيو 4، 2019   | 7 يوليو 2021   | رؤوفين ريفلين | المنصب شاغر منذ وفاة نيشاما ريفلين في 4 يونيو 2019.                                                                    |
| ميكال هرتسوغ           |        | 7 يوليو 2021    | حتى الآن       | إسحاق هرتسوغ  | |

## وصلات خارجية
- عائلة ريفلين تزور قبر السيدة الأولى- 4 يوليو 2019.